# Spoy (Aube)
Spoy település Franciaországban, Aube megyében. Lakosainak száma 147 fő (2022. január 1.). Spoy Argançon, Couvignon, Fravaux, Magny-Fouchard, Maison-des-Champs, Meurville és Proverville községekkel határos.

## Népesség
A település népessége az elmúlt években az alábbi módon változott:
| Lakosok száma | 162  | 136  | 157  | 157  | 144  | 170  | 177  | 161  | 153  | 147  |
|               | 1968 | 1982 | 1990 | 2006 | 2013 | 2015 | 2017 | 2019 | 2020 | 2022 |